# Festival international de l'image institutionnelle et corporate du Creusot
 (septembre 2024).
 (septembre 2024).
Le Festival international des médias audiovisuels corporate (FIMAC) est un festival international du film du Creusot.
C'est un festival qui réunit les professionnels de l'audiovisuel, chaque année au mois de juin, depuis 1987.